# Laiana Rodrigues
Laiana Rodrigues Batista (Manaus, 8 de maio de 1982) é uma jogadora de vôlei paralímpico brasileira.

## Biografia e carreira
Laiana é natural de Manaus, no Amazonas. Ela já era atleta de vôlei convencional quando, aos dezoito anos, teve dengue hemorrágica e a manifestação da síndrome de Guillain-Barré. Suas pernas ficaram paralisadas e seu pé direito caído. Ela conheceu a modalidade paralímpica quinze anos depois, aos 33 anos de idade.
Laiana integrou a Seleção Brasileira de Voleibol Sentado Feminino nos Jogos Parapan-Americanos de Toronto 2015 onde foi medalhista de prata. Estreou em Paralimpíadas na Rio 2016, onde a seleção ficou com a medalha de bronze após derrotar a Ucrânia por 3 sets a 0. Já nos Jogos Parapan-Americanos de Lima 2019, foi novamente medalhista de prata após perder para a Seleção dos Estados Unidos por 3 sets a 0. Nos Jogos Paralímpicos de Tóquio 2020, a seleção perdeu para os Estados Unidos na semifinal, porém faturou a medalha de bronze após vencer o Canadá por 3 sets a 1.

## Principais conquistas
Jogos Paralímpicos
- Bronze – equipe femininia (Rio 2016)[3]
- Bronze – equipe femininia (Tóquio 2020)[3]

Jogos Parapan-Americanos
- Prata – equipe femininia (Toronto 2015)[3]
- Prata – equipe femininia (Lima 2019)[3]